# Leone Ginzburg
Leone Ginzburg (4 de abril de 1909 – 5 de fevereiro de 1944) foi um editor, escritor, jornalista e professor italiano, além de um importante ativista político antifascista e um herói do movimento de resistência. Ele era marido da renomada autora Natalia Ginzburg e pai do historiador Carlo Ginzburg.

## Biografia
Ginzburg nasceu em Odessa, no Império Russo, em uma família judaica. A Primeira Guerra Mundial começou enquanto a família estava de férias em Viareggio, Itália, e enquanto seu irmão e irmã mais velhos (então com 15 e 18 anos) viajaram com a mãe de volta para a Rússia, Leone permaneceu, com sua governanta, durante toda a guerra. Ele se reuniu com sua família quando sua mãe e irmãos fugiram para a Itália após a Revolução de Outubro na Rússia, evento esse que o moldou profundamente.
Estudou no Liceo Ginnasio Massimo d'Azeglio em Torino. Esta escola moldou um grupo de intelectuais e ativistas políticos que lutariam contra o regime fascista de Benito Mussolini e, eventualmente, ajudariam a criar a Itália democrática do pós-guerra. Seus colegas incluíam intelectuais notáveis como Norberto Bobbio, Piero Gobetti, Cesare Pavese, Giulio Einaudi, Massimo Mila, Vittorio Foa, Giancarlo Pajetta e Felice Balbo. Durante sua estadia em Turim, ele contribuiu para Il Baretti, uma revista literária lançada por Piero Gobetti em 1924.

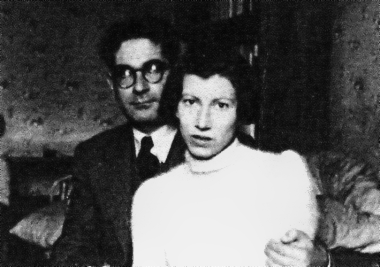
Natalia e Leone Ginzburg

No início da década de 30, Ginzburg lecionou Línguas Eslavas e Literatura Russa na Universidade de Turim e foi creditado por ajudar a apresentar autores russos ao público italiano. Em 1933, Ginzburg co-fundou, com Giulio Einaudi, a editora Einaudi . Perdeu o cargo de professor em 1934, por se recusar a fazer o juramento de fidelidade imposto pelo regime fascista.

## Perseguição e exílio interno
Logo depois disso, ele e outros 14 jovens judeus de Turim, incluindo o escritor Sion Segre Amar, foram presos por cumplicidade no chamado "Caso Ponte Tresa", em que eles estavam transportando literatura antifascista na fronteira com a Suíça, mas a sentença de Ginzburg foi leve. Ele foi preso novamente em 1935 por suas atividades como líder, com o pintor Carlo Levi, da filial italiana da Giustizia e Libertà, o Partido da Justiça e da Liberdade, que Carlo Rosselli fundou em Paris em 1929.
Em 1938, ele se casou com Natalia Ginzburg (nascida Levi). No mesmo ano, ele perdeu a cidadania italiana quando o regime fascista introduziu leis raciais anti-semitas. Em 1940, os Ginzburg receberam a punição fascista conhecida como confino, ou exílio interno, para a aldeia remota e de Pizzoli, nos Abruzos, onde permaneceram até 1943. 

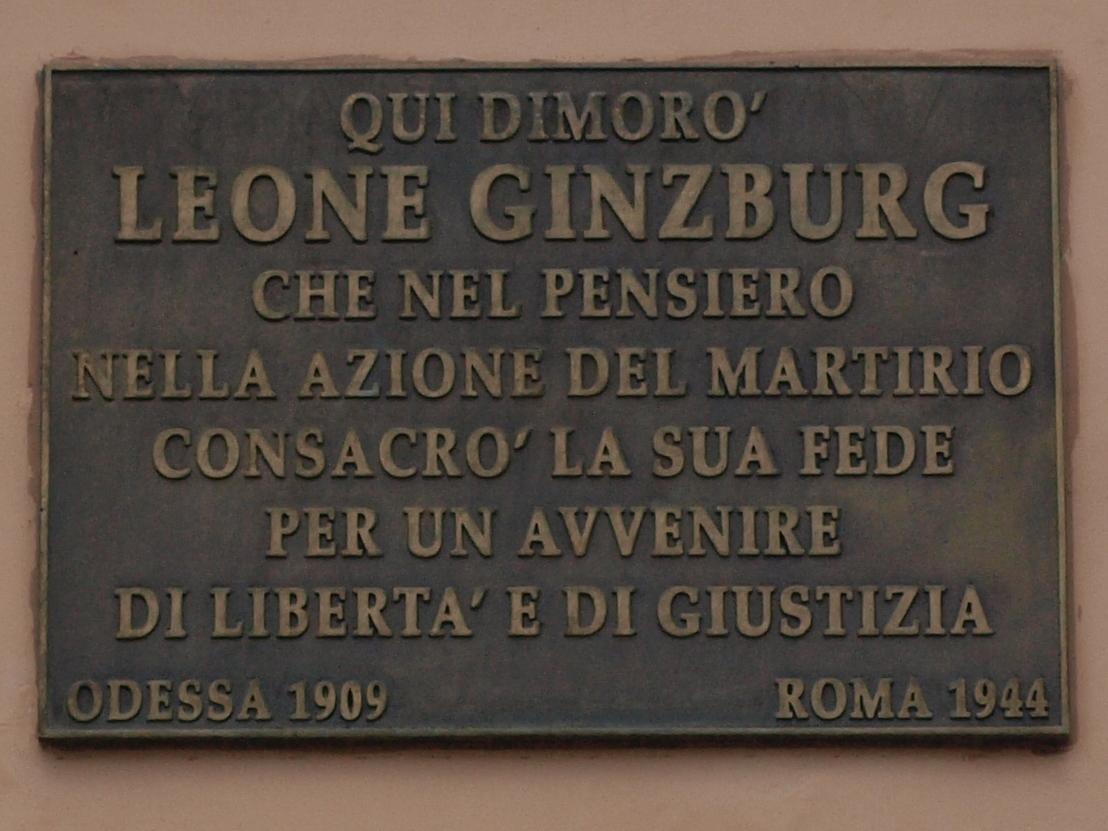
Placa na casa em Pizzoli onde os Ginzburg viveram o exílio interno no fascismo

De alguma forma, Leone conseguiu continuar seu trabalho como chefe da editora Einaudi durante todo o período. Em 1942, ele foi cofundador do clandestino Partito d'Azione, um partido de resistência democrática. Ele também editou o jornal L'Italia Libera.

## Captura e assassinato
Em 1943, após a invasão aliada da Sicília e a queda de Mussolini, Leone foi para Roma, deixando sua família nos Abruzos. Quando a Alemanha nazista invadiu em setembro, Natalia Ginzburg e seus três filhos fugiram de Pizzoli, simplesmente subindo em um caminhão alemão e dizendo ao motorista que eram refugiados de guerra que haviam perdido seus documentos. Eles se encontraram com Leone e se esconderam na capital.

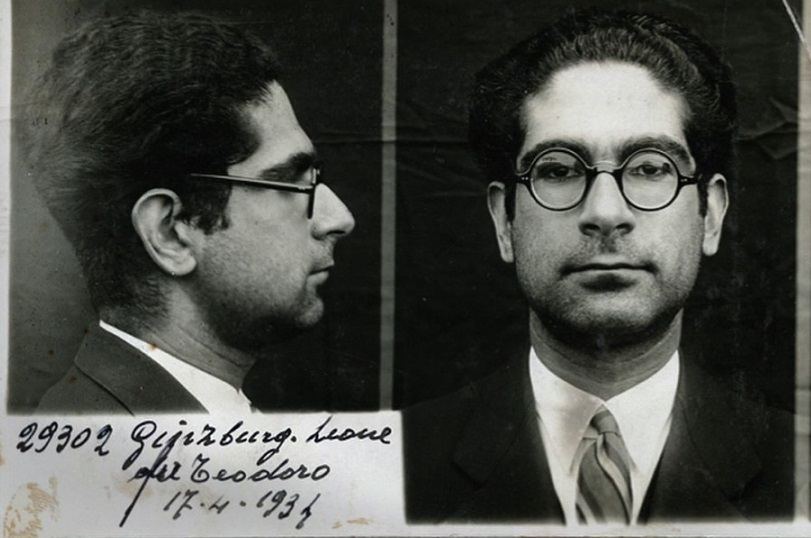
Leone Ginzburg em foto de arquivo policial em 1934

Em 20 de novembro de 1943, Leone – que agora usava o nome falso Leonida Gianturco – foi preso pela polícia italiana em uma gráfica clandestina do jornal L'Italia Libera. Ele foi levado para a seção alemã da prisão de Regina Coeli onde o submeteram a severas torturas. Em 5 de fevereiro de 1944, ele morreu ali devido aos ferimentos sofridos; tinha 34 anos.